# Sympecma
Genre
Sympecma (les brunettes ou lestes), est un genre d'odonates zygoptères (demoiselles) de la famille des Lestidae.

## Étymologie
Du grec σνμ, ensemble et πικνοσ, proche, compact ; que l'on pourrait traduire par « étroitement réuni » (de par la forme resserrée des ailes). 

## Morphologie et anatomie
Ce sont des demoiselles de taille moyenne avec une envergure d’environ 5 cm et d'un peu moins de 4 cm de longueur totale. Les espèces de ce genre se différencient aisément des autres Lestidae en ce qu’elles présentent toujours une coloration brune (tout juste d’un vert foncé métallique chez les jeunes) et non vert brillant. De plus, elles maintiennent au repos leurs ailes parallèles à l’abdomen et non à demi-ouvertes.
Toujours au repos, les ptérostigmas des ailes antérieures et postérieures ne se superposent pas (voir photo en tête d’article). Par rapport aux autres Lestidae, les ailes des Sympecma sont plus étroites et plus pointues.
D’autres différences au niveau du pronotum et de l’ovipositeur permettent de bien différencier ce genre. Les marques brunes médiotergitales sont en forme de torpille tandis que le thorax présente des bandes latérales brunes dont le dessin est un critère de détermination des espèces.

## Comportement
Les espèces du genre Sympecma sont les seuls odonates européens qui passent l’hiver au stade imaginal, bien qu’ils soient rarement visibles entre la fin de novembre et la mi-février, sinon lors de quelques journées ensoleillées. À l’automne, après la ponte, ces insectes fréquentent les habitats ensoleillés semi-ouverts avant d’affronter les rigueurs hivernales plaqués contre une tige ou dissimulés sous des pierres ou des végétaux. On trouvera dans la littérature et sur les sites internet quelques jolies photographies d’individus givrés au milieu des roseaux.

## Reproduction et développement
Au début du printemps, la ponte se fait en tandem, en général dans des débris végétaux flottants, parfois dans des végétaux vivants pour l’une des espèces. Les adultes meurent ensuite.
Les larves sont petites, et vivent dans les eaux stagnantes (ou faiblement courantes), en particulier là où s’accumulent les débris végétaux (tiges de roseaux, de joncs, feuilles…). Elles émergent habituellement vers la fin du mois de juillet. Dans le sud de l’aire de répartition de Sympecma fusca, ce cycle est modifié avec des pontes entre décembre et mars et des émergences en avril ou mai.

## Liste des espèces
Selon Catalogue of Life (5 février 2023) et BioLib (17 décembre 2016) :
- Sympecma fusca (Vander Linden, 1820) - Brunette hivernale, Leste brun.
- Sympecma gobica Förster, 1900
- Sympecma paedisca (Brauer, 1877) - Brunette sibérienne ou Leste enfant.